# Коле ди Соњо (Леко)
Коле ди Соњо је насеље у Италији у округу Леко, региону Ломбардија.
Према процени из 2011. у насељу је живело 18 становника. Насеље се налази на надморској висини од 942 м.